# Sedgwick, Kansas
Sedgwick är en ort i Harvey County, och Sedgwick County, i Kansas. Vid 2010 års folkräkning hade Sedgwick 1 695 invånare.